# Clinus robustus
Clinus robustus es una especie de pez del género Clinus, familia Clinidae. Fue descrita científicamente por Gilchrist & Thompson en 1908.
Se distribuye por el Atlántico Suroriental: Sudáfrica. La longitud total (TL) es de 50 centímetros. Habita en áreas submareales con malezas.
Está clasificada como una especie marina inofensiva para el ser humano.